# Jordi Cumnos
Jordi Cumnos (en llatí Georgius Chumnus, en grec antic Γεώργιος Χοῦμνος) va ser un oficial romà d'Orient (ὁ ἐπὶ τῆς τραπέζης) a la cort de Joan V Paleòleg, quan l'emperador era menor d'edat.
Va insultar en una baralla el magnus domesticus, Joan Cantacuzè, i per por de la seva venjança es va unir al megaduc Aleix Apocauc (Ἀλέξιος Ἀπόκαυκος) i va prendre part a la guerra contra Cantacuzè l'any 1341. Enemistat també amb Apocauc, aquest va ordenar el seu arrest domiciliari.